# レット・イット・シャイン
『レット・イット・シャイン』（原題：Let It Shine）は、ディズニー・チャンネル・オリジナル・ムービーの映画。全米公開は2012年6月15日。『シラノ・ド・ベルジュラック』を原作とするが、内容はほぼオリジナルとなっている。

## ストーリー
サイラスは天才的なラップの才能を持つが、シャイな性格とラップを嫌う熱心なキリスト教徒の父親の存在により、表舞台には立っていなかった。ある日、トゥルースという名前で作った自身の曲がコンテストで優勝するが、周りは自分の友達のクリスの曲だと思っていた。クリスから自分がトゥルースだと思わせる様にしてほしいと言われ、クリスとの関係を崩したくないサイラスはクリスが曲を作った様に見せ、ロクシーと共に仕事をする事にする。

## キャスト
※括弧内は日本語吹替
サイラス - タイラー・ジェームズ・ウィリアムズ（新垣樽助）
ラップの才能を持つが、表に出ず、親友のクリスの陰に隠れていた。トゥルースという名前で曲を作っている。
ロクシー - ココ・ジョーンズ（東條加那子）
サイラスとクリスの昔の親友で、ポップスターとして活躍している。
クリス - トレヴァー・ジャクソン（深津智義）
サイラスの親友。ロクシーの事が好きなため、つい自分がトゥルースだと嘘をついてしまった。
ブリング - ブランドン・マイケル・スミス（名村幸太郎）
ラップの選手権で優勝したが、傲慢で自己中心的な態度を取る。サイラスの事を嫌っている。

## トラックリスト
CD
1. ドント･ランナウェイ(Don't Run Away)
2. ガーディアン･エンジェル(Guardian Angel)
3. ミー･アンド･ユー(Me and You)
4. ワット･アイ･セッド(What I Said)
5. フー･アイム･ゴナ･ビー(Who I'm Gonna Be)
6. ユー･ビロング･トゥ･ミー(You Belong to Me)
7. トゥナイツ･ザ･ナイト(Tonight's the Night)
8. アラウンド･ザ･ブロック(Around the Block)
9. モーメント･オブ･トゥルース(Moment of Truth)
10. ジョイフル･ノイズ(Joyful Noise)
11. グッド･トゥ･ビー･ホーム(Good to Be Home)
12. レット･イット･シャイン(Let It Shine)
13. セルフ･ディフィート(Self Defeat)